# 朋克搖滾
朋克搖滾（英語：Punk rock），常简称为朋克（英語：Punk），是搖滾樂的分支音樂類型，出现于1970年代中期。朋克摇滚起源于1960年代的车库摇滚，创作者拒绝1970年代主流摇滚的过度感知，转而制作短且快节奏的歌曲。这些歌曲具有硬朗的旋律和歌唱风格，精简的乐器以及反建制原则（anti-establishment）的歌词。朋克奉行DIY道德 （英語：DIY ethic），许多乐队会自己制作唱片，并通过独立的唱片公司进行发行。
美国摇滚评论家在1970年代初首次使用“朋克摇滚”一词来形容1960年代的车库乐队及其风格继承者的某些行为。当该运动的名称从1974年发展到1976年时，诸如电视乐队，帕蒂·史密斯和雷蒙斯等在纽约诞生；性手枪、冲击乐队和The Damned乐队在伦敦建立；其他地区如洛杉矶的逃亡乐队和布里斯班的圣徒乐队也开始进行朋克创作。1977年后，朋克成为英国的主要文化现象。它催生了庞克文化，通过独特的服装和装饰风格（例如故意攻击性的T恤、皮夹克、饰有钉子或钉子的带子和珠宝、安全别针、束缚和SM衣服）以及各种反独裁的意识形态来表达年轻和叛逆。
1977年，朋克音乐和庞克文化的影响变得更加普遍，遍及全球，尤其是在英国。它扎根于经常拒绝与主流派别有联系的各种当地场景。70年代后期，朋克经历了第二波热潮。到1980年代初期，速度更快，更具侵略性的子流派，例如硬核朋克（例如Minor Threat）、街头庞克（例如the Exploited）和无政府朋克（例如Crass）成为朋克摇滚的主要模式。认同朋克风格或受其启发的音乐家也追求其他音乐方向，形成了诸多衍生流派，例如后朋克、新浪潮，以及后来的独立流行、另类摇滚和噪音摇滚。到1990年代，随着朋克摇滚乐队和流行朋克乐队（例如年轻岁月、魔數41、Rancid、The Offspring和眨眼182）的成功，朋克重新成为主流。